# Anna Klöcker
Anna Klöcker (* 25. Juli 1895 in Waldfeucht-Bocket; † 16. Januar 1977 in Stolberg (Rheinland)), kämpfte für die Gleichberechtigung der Frau und war von 1920 bis 1933 Mitglied der Zentrumspartei und seit 1945 der CDU.

## Leben und Wirken
Klöcker besuchte zwischen 1908 und 1914 das Lehrerinnenseminar. Danach unterrichtete sie als Volksschullehrerin, bis sie 1933 wegen ihrer politischen Tätigkeit entlassen wurde, da sie zwischen 1920 und 1933 Ratsherrin in Herzogenrath für die Zentrumspartei war. Bis 1934 war sie Fürsorgerin im Dienst des Landeshauptmanns, doch wurde sie wegen „politischer Unzuverlässigkeit“ auch hier entlassen. Ab 1945 konnte sie wieder als Aushilfslehrerin arbeiten.
Von 1945 bis 1972 war sie Stadtverordnete des Herzogenrather Stadtrats, von 1946 bis 1969 des Kreistags des Landkreises Aachen und von 1947 bis 1970 des Landtags von Nordrhein-Westfalen. Sie war Mitbegründerin der CDU-Ortspartei und -Kreispartei des Kreises Aachen und wirkte in erster Linie in Herzogenrath und Eschweiler.
Papst Pius XII. verlieh ihr 1955 den päpstlichen Orden Pro Ecclesia et Pontifice.
Klöcker setzte sich in Eschweiler unter anderem für Schulen, Jugendheime, das Kinderheim St. Josef, Kirchen sowie für den Neubau des St.-Antonius-Hospitals und für den Erhalt des Alten Rathauses ein.
Als Landtagsabgeordnete setzte sie sich für die Beseitigung des Grenzzaunes in der Neustraße in Herzogenrath ein und schrieb dem damaligen deutschen Finanzminister Franz Josef Strauß. Dieser erklärte, er wolle sich für die Neustraße starkmachen und schaltete den deutschen Innenminister Paul Lücke ein.
Sie ist Namensgeberin für die „Anna-Klöcker-Straße“ in Herzogenrath und in Stolberg/Rhld. Nach ihr ist außerdem der Weg „Anna-Klöcker-Anlage“ zwischen Talbahnhof und Amtsgericht in Eschweiler-Mitte benannt.